# Wells Fargo Center (Portland)
Wells Fargo Center – wieżowiec w Portland, w stanie Oregon, w Stanach Zjednoczonych, o wysokości 166,4 m. Budynek został otwarty w 1972 i liczy 41 kondygnacji.